# Герстенмайер, Ойген
О́йген Карл Альбрехт Ге́рстенмайер (нем. Eugen Karl Albrecht Gerstenmaier; 25 августа 1906[…], Кирххайм-унтер-Текк — 13 марта 1986[…], Ремаген, Арвайлер) — немецкий лютеранский богослов и политик, член ХДС. В 1954—1969 годах занимал пост председателя бундестага ФРГ.

## Биография
Окончив реальную школу, Герстенмайер несколько лет работал торговым служащим, затем получил аттестат зрелости и в 1930 году поступил в Тюбингенский университет, где изучал философию, германистику и лютеранскую теологию. Также учился в Ростокском и Цюрихском университетах. В 1935 году защитил диссертацию в Ростоке. В 1933 году Герстенмайер участвовал в протестах по поводу гляйхшальтунга религиозных организаций в Германии и подвергался аресту, что впоследствии в значительной мере сказалось на его дальнейшей академической карьере при национал-социалистах.
В 1939 году Герстенмайера обязали работать на общественных началах в отделе культурной политики министерства иностранных дел, где он познакомился со своими будущими друзьями по Крейзаускому кружку: Гансом Берндом фон Гефтеном и Адамом фон Тротт цу Зольц. Герстенмайер также обзавёлся связями среди других государственных чиновников, критически относившихся к политике Гитлера. В 1942 году Хельмут Джеймс фон Мольтке пригласил его участвовать в группе Сопротивления, Крейзауском кружке. Его члены ставили своей целью путч и смену власти, но пока ещё отвергали покушение на Гитлера как метод достижения своих целей. Герстенмайер был в числе немногих, кто выступал за уничтожение Гитлера.
20 июля 1944 года Герстенмайер находился в Бендлер-блоке с пистолетом и библией в кармане, чтобы участвовать в перевороте после покушения на Гитлера, где и был арестован. 11 января 1945 года решением Народной судебной палаты Герстенмайер в числе немногих участников движения Сопротивления, обвинённых в недонесении информации об акциях Сопротивления, был приговорён не к смерти, а к семи годах тюремного заключения. Герстенмайер был освобождён из Байрейтской тюрьмы американцами 14 апреля 1945 года.
В 1949 году Герстенмайер вступил в ХДС, в 1949—1969 годах избирался от ХДС в бундестаг по избирательному округу Бакханг. В 1949—1953 годах занимал должность заместителя председателя комитета по иностранным делам, 17 декабря 1954 года был избран председателем комитета. В 1956—1966 годах Герстенмайер занимал в партии должность заместителя председателя.
После внезапной смерти председателя бундестага Германа Элерса Герстенмайер по предложению Конрада Аденауэра был избран его преемником 16 ноября 1954 года. Его соперником на голосовании был его однопартиец Эрнст Леммер, выдвинутый в председатели бундестага депутатом от СвДП Гансом Райфом.
23 января 1969 года Герстенмайер сложил свои полномочия председателя бундестага под давлением критики за размеры полученной им в законном порядке возмещения за лишение права преподавания при национал-социалистах.
В это же время из ГДР было подброшено досье МГБ ГДР, из которого следовало, что Герстенмайер не участвовал в движении Сопротивления и тем самым не имел прав на получение возмещения. Расследование, проведённое генеральной прокуратурой в 1974 году, не подтвердило сведения из досье Штази. Помимо этого поводом для отставки Герстенмайера послужила его попытка махинации с недвижимостью. В 1959 году Герстенмайер приобрёл у города Штутгарта земельный участок за 50 тыс. немецких марок, а в 1967 году пытался его продать опять же городу Штутгарту уже по цене с шестью нулями. После отставки Герстенмайер прекратил политическую деятельность. В 1981 году выпустил мемуары. Похоронен в Ремагене.